# TV Brasil Oeste
TV Brasil Oeste (ou TBO) é uma emissora de televisão brasileira sediada em Cuiabá, capital do estado de Mato Grosso. Opera no canal 8 (40 UHF digital), e é afiliada à Rede Brasil. Pertencente ao Grupo Futurista de Comunicação. do empresário e político Júlio Campos, que também controla as rádios Mix FM Cuiabá e Massa FM Cuiabá.

## História
A concessão do canal 8 VHF de Cuiabá, o segundo do município, foi outorgada pelo presidente Ernesto Geisel em 11 de abril de 1975, ao empresário Fause Anache. A emissora foi montada com modernos equipamentos vindos da Alemanha, e estava totalmente preparada pra transmitir em cores. Após um período de testes iniciado em 5 de abril de 1978, a TV Brasil Oeste foi inaugurada em 26 de abril, às 16h, em cerimônia onde esteve presente o então ministro das comunicações Euclides Quandt de Oliveira, que acionou o botão que colocava a emissora no ar. Inicialmente, retransmitiu a programação da Rede Tupi, que estava em seus estertores, vindo a ser cassada pelo Governo Federal em 18 de julho de 1980. Também foi a primeira emissora de Cuiabá a transmitir sua programação de maneira contínua, visto que na época de sua criação, a sua única concorrente, TV Centro América, ainda levava ao ar a programação diária com uma pausa nas transmissões durante o período da tarde.
Em 19 de agosto de 1981, após um ano com programação independente, a TV Brasil Oeste e outras emissoras que haviam se afiliado à Tupi se juntaram ao recém-criado SBT. Na época, com a grade de programação da rede preenchida por enlatados durante a maior parte do dia, a emissora investiu bastante em programação local, fato que foi determinante para sua consolidação. Em 16 de julho de 1984, a TV Brasil Oeste deixou o SBT e se afiliou com a Rede Manchete, chegando a exibir para o público mato-grossense em sua programação inaugural o show especial O Mundo Mágico, o mesmo que havia ido ao ar na inauguração da rede um ano antes. Porém, a afiliação com a Manchete também durou pouco. No fim de 1985, a direção da Rede Bandeirantes procurou a TV Brasil Oeste, que já estava tendo prejuízos com a programação da emissora carioca, que era direcionada a um público mais elitizado e não focava nas classes C e D, que eram a maior parte da audiência. Após três meses de negociação, a TV Brasil Oeste rescindiu o contrato com a Rede Manchete depois de 1 ano e meio de afiliação, migrando para a Rede Bandeirantes em 1.º de abril de 1986.
Em 1996, Júlio Campos conseguiu outras 4 retransmissoras. Ele recebeu autorização (por meio de portarias assinadas em 15 de agosto e em 28 de agosto), para instalar retransmissoras de TV (RTV) em Alta Floresta, Chapada dos Guimarães, Rondonópolis e Sinop. A estação foi a primeira emissora de TV a retransmitir sua programação via satélite para o interior, atingindo mais de 120 cidades no estado.
Em 16 de maio de 2009, a TV Cidade Verde Cuiabá passou ser afiliada da Bandeirantes e a TBO passa ser Rede 21. Antes disso, a Família Campos terceirizou a administração da emissora para o empresário Luiz Carlos Beccari, presidente do Grupo Cidade Verde de Comunicação.
A emissora passou ser afiliada a Rede 21, rede que teve praticamente toda a grade alugada pela Igreja Mundial do Poder de Deus, do apóstolo Valdemiro Santiago.
Após um certo período em que a emissora passou no controle da igreja, voltou a ser administrada pelo Grupo Futurista, da família Campos, e a colocar o seu antigo nome na programação, mantendo ainda a transmissão da Rede 21.
Apesar de contar com 22 horas diárias de programas desenvolvidos pela Igreja Mundial do Poder de Deus, a TV Brasil Oeste começou a retomar o seu jornalismo e passou a veicular, diariamente, o Jornal da Tarde. O telejornal foi ao ar por vários meses às 15h. Depois passou para as 13h.
Em 1.º de dezembro de 2012, a diretora geral do Grupo Futurista de Comunicação, Isabel Coelho Pinto Campos, faleceu após 8 anos de tratamento de câncer no útero, com metástases. Na comunicação, Isabel participou da implantação e inauguração da Rádio Industrial, a primeira de Várzea Grande, comandou a reestruturação e modernização do extinto jornal O Estado de Mato Grosso, tornando-o primeiro a ser impresso pelo sistema off-set e em cores e dirigiu a TV Brasil Oeste, tornando esta a primeira emissora a transmitir via satélite para todo o Estado.
No dia 17 de janeiro de 2013, quinta-feira, a TBO passou a transmitir o sinal da Central Nacional de Televisão, a CNT. Nessa transição, apenas permaneceu como programação regional o Jornal da Tarde, de própria produção, sendo transmitido em edição diária às 13h e reprisada às 18h.
Durante o ano de 2013, a emissora ganhou atrações, e passou a contar com os apresentadores Everton Pop, Priscila Hauer, Jajah Neves, Radamés Alves, Onofre Júnior, Fábio Senna, Éder Moraes, Igor Taques e Claudia Campello, entre outros. A TBO voltou também a transmitir, em horários limitados, a programação da IMPD, encerrando a cessão com a igreja de Valdemiro Santiago em agosto de 2015.
A partir de novembro de 2014, a TV Brasil Oeste passou por mais uma importante mudança. A administração da empresa foi repassada por Júlio Campos para um novo grupo. O empresário e suplente a Deputado Estadual Ueiner Neves de Freitas, conhecido publicamente como Jajah Neves, assumiu a presidência da TBO, tendo então o empresário Henry Kenner como seu vice-presidente. Uma grande reforma estrutural começou a ser colocada em prática e muitos investimentos foram efetivados, inclusive preparando a emissora para a digitalização.
Novos programas entraram no ar, em 1º de dezembro de 2014. São eles: Café da Manhã com Radamés, A Cara do Povo com Ademar Jajah, Linha de Fogo - com Messias Nogueira, e Fatos e Boatos - com Adriano Guedes e Ariane Valadão; ainda na programação de segunda a sexta-feira, a grade conta com o programa MT é Mais, apresentado por Onofre Jr.
A partir de 10 de fevereiro de 2015, a TBO passa a ser afiliada da TV Cultura, até então no ar através de uma retransmissora pelo canal 17 UHF. Então, com uma ampla grade de programação local, a emissora conta, segundo o diretor-presidente Jajah Neves, também com uma rede de conteúdo excelente, "um fator determinante para que mantivesse a meta de programação que consolide o canal como a emissora dos que vivem em Mato Grosso."
Segundo o portal do grupo da rede geradora, o CMais, com a expansão do seu sinal dentro do Estado, a Cultura chega a um alcance de 102 milhões de pessoas em todo o Brasil, estando atualmente em 20 estados. Com essa parceria, é previsto também o intercâmbio de conteúdo jornalístico, cooperação técnica e projetos de coprodução. Entretanto, a filiação durou pouco tempo – 10 meses -, e a TV Cultura deixa de ser exibida no canal 8, voltando então para o canal 17, antes apenas com uma imagem estática com a logomarca da emissora paulista.
Em dezembro de 2015, a emissora se desfilia da TV Cultura e transfere-se para a Rede Brasil. A partir daí, abre-se uma confusão nessa área: A TV Cuiabá já estava retransmitindo a emissora. Sabendo que outro canal estava em mesma rede e na mesma cidade, a direção da TV Cuiabá entrou com ação judicial contra a TBO. Procurado, o diretor-presidente Jajah Neves disse que a filiação seria com outra rede, a TV União do Ceará, mas esta não tem seu sinal levado ao ar pelo canal cuiabano.
No ano de 2016, um desfalque mais uma vez polemiza a TBO: Jajah Neves deixa a emissora em 25 de janeiro, deixando a função de diretor-presidente e tirando os seus dois programas - Fiscal do Povo e Programa Jajah Neves - da programação. O provável motivo foi as críticas que recebeu, porém ele publicou nas redes sociais que já migrou para a TV Mato Grosso, dizendo que "a luta continua" e "continuarei sendo o “fiscal do povo” levando para a tela da TV o que o povo quer e precisa saber".
Interrogado por ter arrendado a TBO, Jajah respondeu que não a comprou, somente "administrou por um certo período". Desde quando começou, ele assumia não só a direção da TBO, mas também as rádios Jovem Pan (antiga Antena FM) e Rádio Industrial.
Em novembro de 2016, o diretor geral da TV Brasil Oeste, Júlio Campos, anuncia a inauguração de um novo estúdio do canal com transmissão em HD. Em abril de 2021, passa ser afiliada à RBTV.

## Sinal digital
| Canal virtual | Canal digital | Resolução de tela | Programação                                            |
| ------------- | ------------- | ----------------- | ------------------------------------------------------ |
| 8.1           | 40 UHF        | 1080i             | Programação principal da TV Brasil Oeste / Rede Brasil |

Transição para o sinal digital
Com base no decreto federal de transição das emissoras de TV brasileiras do sinal analógico para o digital, a TV Brasil Oeste, bem como as outras emissoras de Cuiabá, cessou suas transmissões pelo canal 8 VHF em 14 de agosto de 2018, seguindo o cronograma oficial da ANATEL.

## Retransmissoras
- Alta Floresta - 12 VHF / (40 UHF)
- Chapada dos Guimarães - 11 (40 UHF)
- Primavera do Leste - 6 VHF
- Rondonópolis - 2 (22 UHF)